# Faille de Kandi
La faille de Kandi est l'extension méridionale de la faille du Hoggar, en Afrique de l'Ouest, avec des ramifications au Bénin, au Togo et au sud-est du Ghana. Elle se situe à l'extrémité sud de la ceinture transsaharienne, un linéament qui s'étend vers le sud-ouest, de l'Algérie au Bénin. La faille de Kandi correspond à la faille de Sobral au Brésil, laquelle est considérée comme étant la partie nord du linéament transbrésilien.
Elle est constituée d'une bande d'environ 400 m d'épaisseur d'ultramylonite avec des prolongements plongeants peu profonds. La nature des dépôts dans le bassin de Kandi indique qu'ils se sont formés à l'occasion de la fonte de la calotte glaciaire qui recouvrait le bouclier afro-arabe durant l'Ordovicien. Kandi est à l'extrémité méridionale de la ceinture transsaharienne, qui représente la zone de suture résultant de la collision oblique entre le craton d'Afrique de l'Ouest et le craton du Congo/São Francisco. La faille de Sobral, appartenant au linéament transbrésilien, est considérée comme le prolongement de cette ceinture.
La correspondance de forme entre les marges continentales d'Afrique et d'Amérique du Sud n'est pas excellente dans cette région, à comparer avec l'excellente correspondance au sud et à l'ouest ; ceci s'explique par l'existence de failles qui sont constituées lors de la séparation des deux continents.